# 日本音楽家ユニオン
日本音楽家ユニオン（にほんおんがくかユニオン、英語：Musicians Union of Japan、略称：MUJ）は、職業音楽家と音楽関連の労働者の個人加盟制の日本の労働組合である。労働組合の法人格を有しており、日本マスコミ文化情報労組会議（MIC）に参加する一方、職能組合として公益社団法人日本芸能実演家団体協議会にも加盟している。

## 概要
日本フィルハーモニー交響楽団の「日フィル争議」を契機に音楽家の権利に対して意識が向上し、1983年（昭和58年）10月に、日本演奏家協会と日本音楽家労働組合が統合して発足する。
アメリカ、イギリス、ハンガリー、オーストラリアの各国音楽家ユニオンと友好関係にあり、国際音楽家連盟（FIM）に日本から唯一加盟するほか、国際芸術マスコミ放送映画芸能労連（ISETU/FISTAV）にも加盟している。会員総数は約5,500名となっている。オーケストラの楽団員はもちろん、裏方のスタッフ、指揮者、ソリストなどクラシック系の音楽家と関係労働者をはじめ、ジャズ、ポピュラー分野のミュージシャンのほか、自宅教室の指導者まで幅広く擁している。
NHK、民放、日本レコード協会などとの間で出演料や商業用レコードの二次使用料の交渉、オーケストラに所属する音楽家の労働条件の交渉なども行っている。
ミュージック・ピープルズ・ネスト（演奏家権利処理合同機構）の設立やデジタル時代の著作権協議会に参画している。
文化芸術振興、著作権保護関連の法整備、国や自治体の環境整備についても取り組んでいる。

## 体制
地方組織として、北海道、東北、関東、中部、関西、中四国、九州に地方本部がある。

## ミュージックの日
毎年3月19日をミュージックの日として、イベントなどに取り組んでいる。